# Епоген
Епоген (англ. — Epogen) — рекомбінантний епоетин альфа. Стимулятор утворення еритроцитів для лікування та профілактики анемії у людей з хронічною нирковою недостатністю, після противопухлинної хіміотерапії зі злоякісними пухлинами, перед хірургічним втручанням.

## Загальна інформація
Епоген — це рекомбінантний препарат, розроблений компанією Amgen, що відпускається за рецептом для людей з анемією, яка виникає в результаті хронічної ниркової недостатності. Епоген діє як гормон еритропоетин. Цей гормон відіграє важливу роль у створені еритроцитів. Епоген сигналізує кістковому мозку виробляти більше еритроцитів, що призводить до підвищення рівня гемоглобіну і зменшення потреби у переливанні крові. Переливання крові проводиться при хронічній анемії, але переливання також може мати ризики, такі як різні типи реакцій та інфекцій. Проте Епоген не слід використовувати замість екстреного переливання еритроцитів для лікування анемії.

## Переваги Епогену
Епоген розвиває виносливість до фізичних навантажень та покращує основні фізичні показники. У клінічному дослідженні, що проводила компанія Amgen, брали участь пацієнти з анемією, які перебували на гемодіалізі. Після прийому Епогену протягом 2 місяців вони показали покращення результатів під час фізичних навантажень і фізичної активності. У пацієнтів збільшилася витривалість під час ходьби на біговій доріжці, при поступовому зростанні швидкісті та крутизни бігової доріжки.
За словами пацієнтів, покращення загального фізичного стану включало: повернення можливості повноцінно рухатися та здатності доглядати за собою.

## Моніторинг лікування
Організму потрібен час, щоб створити нові еритроцити та підвищити рівень гемоглобіну. При лікуванні Епогеном рівень гемоглобіну зазвичай підвищується через 2-6 тижнів. Лікування має проходити під наглядом лікаря. Протягом прийому препарату, лікар регулярно бере кров на аналізи — принаймні раз на тиждень на початку лікування — щоб переконатися, що препарат діє. Аналіз проводиться для визначення рівня гемоглобіну у крові. Лікар має підібрати коректний рівень гемоглобіну, щоб призначити найменшу дозу Епогену, необхідну для зменшення потреби в переливанні крові. Епоген може бути призначений, якщо рівень гемоглобіну менше 10 g/dL. Під час лікування Епогеном лікар також перевіряє рівень заліза, оскільки залізо допомагає еритроцитам переносити кисень.  Більшість пацієнтів, які приймають Епоген для лікування анемії також потребують лікування залізом.

## Побічні ефекти
При прийомі Епогену іноді розвиваються серйозні проблеми з серцем (серцевий напад, інсульт, серцева недостатність), що може призвести до передчасної смерті. Зазвичай це є наслідком того, що рівень гемоглобіну залишається занадто високим або підвищується занадто швидко. Але ці проблеми можуть виникнути навіть якщо під час прийому Епогену рівень гемоглобіну не підвищується.
Поширені побічні ефекти:
- Біль у суглобах, м'язах або кістках
- Гарячка
- Кашель
- Висип
- Нудота
- Блювання
- Першіння в горлі
- Головний біль
- Почервоніння та біль на шкірі в місці ін'єкції[2]